# イオン天王町ショッピングセンター
イオン天王町ショッピングセンター（イオンてんのうちょうしょっぴんぐせんたー）は、神奈川県横浜市保土ケ谷区川辺町にあるイオンリテールが運営する大型商業施設である。

## 店舗概要
ニチイ天王町店として1977年（昭和52年）11月30日に開業し、1992年にサティへと業態転換したのち、店舗周辺でのマンション開発が進み住民構成が大きく変化したことを受けて2005年（平成17年）3月11日に地域密着型の食品に特化した店舗へと改装した。
2011年（平成23年）3月1日にイオン天王町店へ店名を変更した。
建て替えのため、2020年2月9日をもって一時的に閉店。約2年8ヶ月のブランクを経て、イオンリテールの最新フォーマットへアップデートされた総合スーパーイオンスタイル天王町を核に42の専門店を展開するショッピングセンターへ転換し、2022年10月18日にイオン天王町ショッピングセンターとして再開業した。

## 歴史

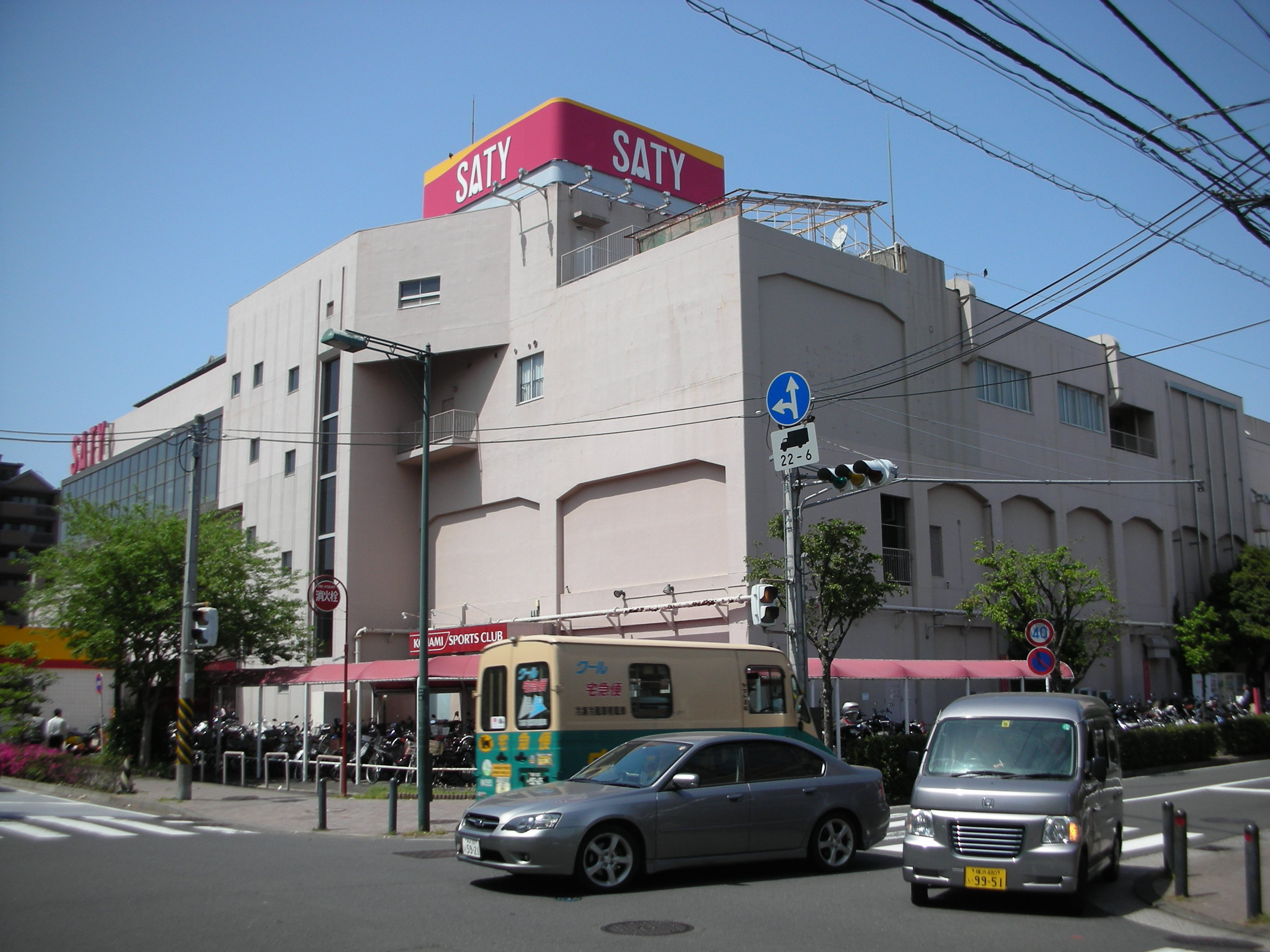
サティ時代の店舗

- 1977年（昭和52年） - ニチイ天王町店として開業[4][2][9]。
- 1992年（平成4年） - 売り場を増築する。同時に天王町サティに名称変更[9]。
- 2011年（平成23年）3月1日 - イオン天王町店に名称変更[9]。
- 2020年（令和2年）2月9日 - 建て替えのため一旦閉店[9]。
- 2022年（令和4年）10月18日 - イオン天王町ショッピングセンターとして再開業[8]。

## アクセス

### 鉄道
- 相鉄本線天王町駅又は星川駅より徒歩約7分

### 自家用車
- 浜松町交差点から国道16号線を西に1.2Km
- 横浜新道峰岡出口から東へ1.3Km

### バス
- 横浜駅西口から62・92・202系統などで峰小学校前下車
- 保土ヶ谷駅・新横浜駅から121系統で峰小学校前下車
- 根岸駅・関内駅・桜木町駅から101系統で保土ヶ谷車庫前終点下車